# FATCA
Foreign Account Tax Compliance Act (FATCA) je daňový zákon Spojených států, který požaduje po cizích finančních institucích předávat informace o účtech amerických daňových poplatníků americkému daňovému úřadu (Internal Revenue Service, IRS). Tento zákon byl přijat 18. března 2010 americkým Kongresem s počátkem platnosti 1. července 2014.
V České republice byl přijat takzvaný Lex FATCA, tedy zákon č. 330/2014 Sb., který však byl později zahrnut do novelizovaného zákona č. 164/2013 Sb.

## Mezinárodní platnost
Pod vliv zákona FATCA spadají nejen občané USA (ať už v USA žijí nebo ne), ale také držitelé zelených karet, jejich manželé, děti a všechny osoby bez ohledu na jejich bydliště nebo státní příslušnost, které mají značný majetek ve Spojených státech amerických. Jelikož tyto osoby jsou podle amerických daňových zákonů povinny přiznávat a platit daně z celosvětového příjmu, byl zákon FATCA navržen primárně jako zbraň do boje proti daňovým únikům.
Vlády a bankovní instituce se musí tomuto zákonu přizpůsobit a odesílat informace o bankovních účtech svých klientů do USA, jinak veškeré transakce, které půjdou přes území USA, budou zdaněny a sankciovány jednotnou 30% daní.

## Česká republika
Dohoda mezi Českou republikou a Spojenými státy americkými byla uveřejněna sdělením MZV č. 72/2014 Sb. m. s. a vstoupila v platnost 18. prosince 2014. Na základě Dohody je možné uplatňovat tzv. postupy náležité péče – podle zák. 164/2013 Sb., o mezinárodní spolupráci při správě daní, musí finanční instituce oznámit použití těchto postupů Specializovanému finančnímu úřadu. ČR dojednala k Dohodě FATCA Memorandum o porozumění (Memorandum of Understanding), které mimo jiné slouží jako interpretativní text.
Původní zákon č. 330/2014 Sb., o výměně informací o finančních účtech se Spojenými státy americkými pro účely správy daní (tzv. Lex FATCA) byl zrušen a celá problematika výměny informací s USA byla vložena do zákona č. 164/2013 Sb.
Oznamování o finančních účtech podle Dohody FATCA je zachováno a uskutečňuje se paralelně k oznamování podle CRS (Společný reportovací standard) – tj. oznamující česká finanční instituce podává oznámení dvě (podle CRS a podle FATCA).

## Kontroverze
Proti tomuto zákonu se zejména v řadách amerických občanů zvedá vlna odporu. Bez ohledu na to, že implementace tohoto zákona bude stát spoustu peněz vládu USA, nutí vláda USA prosazovat tento zákon FATCA také cizí státy, přičemž velmi často porušuje tamní zákony o ochraně osobních údajů.
FATCA zároveň zvyšuje náklady pro spoustu bank, které než aby zvolily nákladnou implementaci tohoto zákona, zbaví se raději svých amerických klientů. To ve výsledku znamená pro spoustu lidí z USA potíž otevřít si bankovní účet v cizí zemi. Nejen kvůli ochraně soukromí tak řada občanů USA volí možnost zbavit se svého občanství.